# Lijst van rijksmonumenten in Rheden
De gemeente Rheden telt 225 inschrijvingen in het rijksmonumentenregister. Hieronder een overzicht. 

## De Steeg
De plaats De Steeg telt 68 inschrijvingen in het rijksmonumentenregister. Zie Lijst van rijksmonumenten in De Steeg voor een overzicht.

## Dieren
De plaats Dieren telt 42 inschrijvingen in het rijksmonumentenregister. Zie Lijst van rijksmonumenten in Dieren voor een overzicht.

## Ellecom
De plaats Ellecom telt 14 inschrijvingen in het rijksmonumentenregister. Zie Lijst van rijksmonumenten in Ellecom voor een overzicht.

## Laag-Soeren
De plaats Laag-Soeren telt 6 inschrijvingen in het rijksmonumentenregister.
| Object | Oorspronkelijke functie? | Bouwjaar                     | Architect | Locatie             | Coördinaten?                | Nr.?   | Afbeelding |
| --- | ------------------------ | ---------------------------- | --------- | ------------------- | --------------------------- | ------ | --- |
| Priesnitzmonument, gemetselde obelisk ter herinnering aan de watergeneeskundigen Priessnitz, Viek, Pausse en Ortel                                  | Gedenkteken              | ca. 1850                     |           | Priesnitzlaan 25    | 52° 4' 25" NB, 6° 4' 40" OL | 42130  | Meer afbeeldingen |
| Oorspr. Bethesda: Voormalig badhuis met uitbreidingen                                                                                               | Gezondheidszorg          | 1850                         |           | Badhuislaan 9       | 52° 4' 39" NB, 6° 4' 21" OL | 519345 | Oorspr. Bethesda: Voormalig badhuis met uitbreidingen                                                                                               |
| Vale Ouwe Zate | Dienstwoning             | 1887                         |           | Prof. Stokvislaan 1 | 52° 4' 35" NB, 6° 4' 21" OL | 519346 | Vale Ouwe Zate |
| Voormalige ijskelder of bunker gelegen ten zuidwesten van het badhuis                                                                               | Gezondheidszorg          | mogelijk tussen 1850 en 1884 |           | Badhuislaan bij 9   | 52° 4' 37" NB, 6° 4' 13" OL | 519347 | Voormalige ijskelder of bunker gelegen ten zuidwesten van het badhuis                                                                               |
| Tuinsieraad in de vorm van een kunststenen piedestal waarop een gietijzeren vaas of schaal. De piedestal heeft in iedere zijde een verdiept paneel. | Tuin, park en plantsoen  | 1849-1900                    |           | Badhuislaan bij 9   | 52° 4' 37" NB, 6° 4' 13" OL | 519348 | Tuinsieraad in de vorm van een kunststenen piedestal waarop een gietijzeren vaas of schaal. De piedestal heeft in iedere zijde een verdiept paneel. |
| Drie gietijzeren lantaarnpalen gelegen aan pad dat de villa verbindt met het badgebouw                                                              | Straatmeubilair          | 1885-1900                    |           | Badhuislaan bij 9   | 52° 4' 37" NB, 6° 4' 13" OL | 519349 | Meer afbeeldingen |

## Rheden
De plaats Rheden telt 11 inschrijvingen in het rijksmonumentenregister.
| Object                                                 | Oorspronkelijke functie?  | Bouwjaar                  | Architect                                        | Locatie                  | Coördinaten?                | Nr.?   | Afbeelding                |
| ------------------------------------------------------ | ------------------------- | ------------------------- | ------------------------------------------------ | ------------------------ | --------------------------- | ------ | ------------------------- |
| Gepleisterde boerderij onder met pannen gedekt wolfdak | Boerderij                 | 1770                      |                                                  | Laakweg 19               | 52° 0' 16" NB, 6° 2' 18" OL | 32990  | Meer afbeeldingen         |
| Dorpskerk met hekwerk                                  | Kerk en kerkonderdeel     | 12e eeuw (toren) en later |                                                  | Dorpsstraat 51           | 52° 0' 17" NB, 6° 2' 16" OL | 42087  | Meer afbeeldingen         |
| Schaapskooi                                            | Dierenverblijf            |                           |                                                  | Heuvenseweg 11A          | 52° 1' 10" NB, 6° 1' 3" OL  | 42090  | Meer afbeeldingen         |
| Rhederhof                                              | Woonhuis                  | derde kwart 19e eeuw      |                                                  | Arnhemsestraatweg 54     | 52° 0' 30" NB, 6° 1' 4" OL  | 47066  | Meer afbeeldingen         |
| Koetshuis landgoed Heuven                              | Bijgebouwen kastelen enz. | 1861                      | Waarschijnlijk Martinus Gerardus Tétar van Elven | Heuvenseweg 9            | 52° 0' 56" NB, 6° 1' 12" OL | 519434 | Koetshuis landgoed Heuven |
| Houten prefab woning                                   | Bijgebouwen kastelen enz. | 1903                      | uit Noorwegen                                    | Heuvenseweg bij 7        | 52° 0' 59" NB, 6° 1' 14" OL | 519435 | Houten prefab woning      |
| Valkenberg: hoofdgebouw                                | Kasteel, buitenplaats     | tweede kwart 19e eeuw     |                                                  | Arnhemsestraatweg 12     | 52° 0' 58" NB, 6° 2' 30" OL | 529834 | Valkenberg: hoofdgebouw   |
| Valkenberg: parkaanleg                                 | Tuin, park en plantsoen   |                           |                                                  | Arnhemsestraatweg bij 12 | 52° 0' 58" NB, 6° 2' 26" OL | 529835 | Upload foto               |
| Valkenberg: portierswoning                             | Bijgebouwen kastelen enz. | midden 19e eeuw           |                                                  | Arnhemsestraatweg 16     | 52° 0' 49" NB, 6° 2' 20" OL | 529836 | Upload foto               |
| Valkenberg: tuinmuur                                   | Bijgebouwen kastelen enz. |                           |                                                  | Arnhemsestraatweg bij 12 | 52° 0' 58" NB, 6° 2' 30" OL | 529837 | Upload foto               |
| Valkenberg: paardenstal                                | Bijgebouwen kastelen enz. | 1922                      | G.J. Uiterwijk                                   | Arnhemsestraatweg bij 12 | 52° 0' 58" NB, 6° 2' 30" OL | 529837 | Upload foto               |

## Spankeren
De plaats Spankeren telt 13 inschrijvingen in het rijksmonumentenregister. Zie Lijst van rijksmonumenten in Spankeren voor een overzicht.

## Velp
De plaats Velp telt 62 inschrijvingen in het rijksmonumentenregister. Zie Lijst van rijksmonumenten in Velp (Gelderland) voor een overzicht.
Aalten ·
Apeldoorn ·
Arnhem ·
Barneveld ·
Berg en Dal ·
Berkelland ·
Beuningen ·
Bronckhorst ·
Brummen ·
Buren ·
Culemborg ·
Doesburg ·
Doetinchem ·
Druten ·
Duiven ·
Ede ·
Elburg ·
Epe ·
Ermelo ·
Harderwijk ·
Hattem ·
Heerde ·
Heumen ·
Lingewaard ·
Lochem ·
Maasdriel ·
Montferland ·
Neder-Betuwe ·
Nijkerk ·
Nijmegen ·
Nunspeet ·
Oldebroek ·
Oost Gelre ·
Oude IJsselstreek ·
Overbetuwe ·
Putten ·
Renkum ·
Rheden ·
Rozendaal ·
Scherpenzeel ·
Tiel ·
Voorst ·
Wageningen ·
West Betuwe ·
West Maas en Waal ·
Westervoort ·
Wijchen ·
Winterswijk ·
Zaltbommel ·
Zevenaar ·
Zutphen